# A jeśli będzie jesień
A jeśli będzie jesień – polski film obyczajowy z 1976 roku w reżyserii Henryka T. Czarneckiego.

## Fabuła
Samotni emeryci Karol (Janusz Paluszkiewicz) i Felicja (Jadwiga Andrzejewska) pobierają się. Ona jest typem zakompleksionej starej panny. Jemu wojna zabrała żonę i dzieci, lecz mimo to nie traci pogody ducha. Opiekuje się sparaliżowaną sąsiadką. Wkrótce popełnia ona samobójstwo. Pod wpływem tego wydarzenia zgorzkniała Felicja zmienia się.

## Obsada
- Janusz Paluszkiewicz jako Karol
- Jadwiga Andrzejewska jako Felicja
- Małgorzata Rogacka jako sąsiadka, inwalidka
- Irena Szymkiewicz jako kasjerka w teatrze
- Halina Buyno-Łoza jako kombatantka
- Józef Nowak jako generał Jan Kozłowski, towarzysz broni Karola
- Henryk Machalica jako weterynarz
- Maria Zbyszewska jako listonoszka
- Jerzy Januszewicz jako kombatant Florek
- Zbigniew Lesień jako Kazimierz, współpracownik Karola na budowie